# صادق سعدون عبدالرضا
صادق سعدون عبدالرضا (انگلیسی: Sadiq Saadoun Abdul-Ridha؛ زادهٔ ۱۲ ژوئن ۱۹۷۲) یک ورزشکار اهل کره جنوبی است.
از باشگاه‌هایی که در آن بازی کرده‌است می‌توان به سئول و تیم ملی فوتبال عراق اشاره کرد.
وی همچنین در تیم ملی فوتبال تیم ملی فوتبال عراق بازی کرده است.